# Gérard Herter
Gérard Herter (eigentlich Gerhard Haertter; * 12. April 1920 in Stuttgart; † 6. Februar 2007 in München) war ein deutscher Schauspieler.

## Leben
Nach Bühnenauftritten begann Herter 1959 eine bis 1972 andauernde Filmkarriere, die sich fast ausschließlich in Italien abspielte. Der kantig und herrisch wirkende Herter eignete sich für die Darstellung deutscher oder österreichischer Offiziere und Edelleute. Diesem Rollenklischee konnte er sich in seinen Genrefilmen nur selten entziehen. Er war infolgedessen häufig in Kriegs- und Abenteuerfilmen sowie Italowestern zu sehen. Insgesamt spielte er in über zwei Dutzend Kinofilmen sowie einigen Fernsehserien.
Über sein Leben und seine Tätigkeiten nach 1972 ist nichts bekannt, außer dass er 2007 mit 86 Jahren in München verstarb.

## Filmografie (Auswahl)
- 1959: Hadschi Murad – Unter der Knute des Zaren (Agi Murad il diavolo bianco)
- 1959: Caltiki – Rätsel des Grauens (Caltiki il mostro immortale)
- 1959: Man nannte es den großen Krieg (La grande guerra)
- 1960: Jovanka und die anderen (Jovanka e le altre)
- 1961: Ursus im Tal der Löwen (Ursus nella valle dei leoni)
- 1964: Der Ritt nach Alamo (La strada per Fort Alamo)
- 1966: Höllenjagd auf heiße Ware (New York chiama Superdrago)
- 1966: Luisa Sanfelice (Fernsehserie, 3 Folgen)
- 1967: Der Gehetzte der Sierra Madre (La resa dei conti)
- 1967: Leg ihn um, Django (Vado… l‘ammazzo e torno)
- 1967: Stinkende Dollar (Le due facce del dollaro)
- 1967: Ein Stoßgebet für drei Kanonen (Professionisti per un massacro)
- 1968: Django – Melodie in Blei (Uno di più all'inferno)
- 1968: Django spricht kein Vaterunser (Quel caldo maledetto giorno di fuoco)
- 1969: Fräulein Doktor
- 1969: Königstiger vor El Alamein (La battaglia di El Alamein)
- 1969: Ihr Auftritt, Al Mundy (Fernsehserie, 1 Folge)
- 1969: Die zum Teufel gehen (La legione dei dannati)
- 1970: Adios, Sabata (Indio Black, sai che ti dico: Sei un gran figlio di…)
- 1970: Das Wespennest (Hornet's Nest)
- 1973: Ludwig II. (Ludwig)